# Gastrotheca galeata
Espèce
Statut de conservation UICN

 DD  : Données insuffisantes
Gastrotheca galeata est une espèce d'amphibiens de la famille des Hemiphractidae.

## Répartition
Cette espèce est endémique de la région de Piura au Pérou. Elle se rencontre dans la province de Huancabamba entre 1 740 et 2 130 m d'altitude sur le versant Ouest de la cordillère de Huancabamba.

## Description
Les mâles mesurent jusqu'à 46,0 mm et les femelles jusqu'à 59,4 mm.

## Publication originale
- Trueb & Duellman, 1978 : An extraordinary new casque-headed Marsupial frog (Hylidae: Gastrotheca). Copeia, vol. 1978, no 3, p. 498-503.